# Cuscuta
Pour les articles homonymes, voir Cuscute.
Genre
Classification phylogénétique
La Cuscute, Cuscuta, est un genre de 100 à 170 espèces de plantes parasites. Anciennement, les cuscutes étaient considérées comme le seul genre de la famille des Cuscutaceae, mais les recherches de l'Angiosperm Phylogeny Group ont montré que l'on pouvait les classer parmi les Convolvulacées. On trouve le genre dans toutes les régions tempérées à tropicales du globe, avec un maximum de diversité dans les régions subtropicales et tropicales. On compte beaucoup moins d'espèces en climat tempéré (avec par exemple 4 espèces indigènes d'Europe du nord).

## Description
Les cuscutes sont des plantes jaunes, orange ou rouges, rarement vertes. Elles sont reconnaissables à leurs tiges fines, filamenteuses, apparemment sans feuilles, celles-ci étant réduites à de minuscules écailles. Elles ont très peu de chlorophylle ; certaines espèces comme Cuscuta reflexa sont capables d'effectuer un peu de photosynthèse, alors que d'autres comme Cuscuta europaea sont entièrement dépendantes de l'hôte pour la nutrition.
Les fleurs de cuscute ont des couleurs variant du rose au blanc, en passant par le jaune. Certaines éclosent en début d'été, d'autres plus tard, selon les espèces. Les graines sont petites et produites en grande quantité. Elles ont un tégument dur, et peuvent survivre dans le sol 5 à 10 ans, voire plus.

## Biologie
Les graines germent à la surface du sol ou un peu en dessous. La germination peut avoir lieu sans hôte, mais la plantule doit atteindre une plante verte avant 5 à 10 jours après la germination pour survivre. Avant d'atteindre une plante-hôte, la plantule vit sur les réserves de la graine, comme les autres plantes. Les cotylédons, bien que présents, sont à l'état vestigial.

## Parasitisme

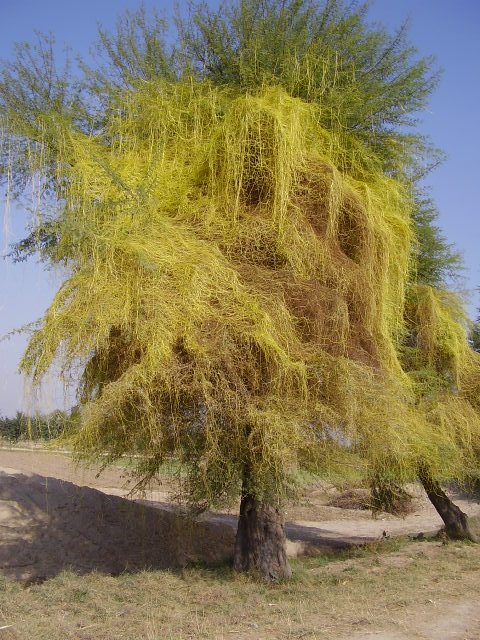
Un acacia couvert de cuscute au Pakistan.

Après que la cuscute a atteint une plante hôte, elle s'enroule autour des tiges. Si l'hôte contient des nutriments bénéfiques à la cuscute, celle-ci produit des haustoriums qui s'insèrent dans le système vasculaire de l'hôte. La racine d'origine meurt ensuite. La cuscute peut se développer et parasiter plusieurs plantes. Dans les régions tropicales, la cuscute se développe de façon plus ou moins continue jusqu'au sommet des arbres et arbustes. Dans les régions tempérées, les cuscutes sont des plantes annuelles, avec une végétation relativement restreinte par le développement en une saison.
Les cuscutes parasitent de nombreuses espèces végétales, dont un certain nombre de plantes cultivées, comme la luzerne, le lin, le trèfle, la pomme de terre, le chrysanthème, le dahlia, la bignone, le lierre ou le pétunia.
La gravité des attaques de cuscutes est très variable selon les espèces, selon l'hôte, la durée de l'attaque... En affaiblissant la plante hôte, la cuscute diminue sa capacité de lutte contre les virus ; la cuscute peut aussi participer à la transmission de pathogènes d'une plante à l'autre, si elle est installée sur plusieurs plantes à la fois.

## La recherche de l'hôte
Il a été démontré que la cuscute détecte des composants chimiques volatils présents dans l'air pour trouver son hôte. La cuscute « sent » les « odeurs » émises par l'hôte potentiel. Ceci n'exclut pas d'autres moyens de détection (comme la lumière...).

## Méthodes de lutte
De nombreux pays ont une législation interdisant l'importation de graines de cuscute, obligeant d'avoir des semences de cultures non contaminées par les graines de cuscute. Lorsqu'un champ est infecté, il convient de planter des cultures non hôtes pendant plusieurs années consécutives. Un herbicide anti-germinatif peut être utilisé.

## Liste d'espèces
Selon le NCBI (19 juillet 2010) :
- Cuscuta abyssinica
- Cuscuta acuta
- Cuscuta africana
- Cuscuta americana
- Cuscuta angulata
- Cuscuta appendiculata
- Cuscuta applanata
- Cuscuta approximata
- Cuscuta aristeguietae
- Cuscuta attenuata
- Cuscuta aurea
- Cuscuta australis
- Cuscuta babylonica
- Cuscuta balansae
- Cuscuta bifurcata
- Cuscuta boldinghii
- Cuscuta brachycalyx
- Cuscuta burrelli
- Cuscuta californica
- Cuscuta campestris
- Cuscuta capitata
- Cuscuta castroviejoi
- Cuscuta cephalanthi
- Cuscuta chapalana
- Cuscuta chilensis
- Cuscuta chinensis
- Cuscuta choisiana
- Cuscuta cockerellii
- Cuscuta colombiana
- Cuscuta compacta
- Cuscuta corniculata
- Cuscuta coryli
- Cuscuta corymbosa
- Cuscuta costaricensis
- Cuscuta cozumeliensis
- Cuscuta cristata
- Cuscuta cuspidata
- Cuscuta decipiens
- Cuscuta denticulata
- Cuscuta desmouliniana
- Cuscuta epilinum
- Cuscuta epithymum
- Cuscuta erosa
- Cuscuta europaea
- Cuscuta exaltata
- Cuscuta foetida
- Cuscuta friesii
- Cuscuta glabrior
- Cuscuta globiflora
- Cuscuta globulosa
- Cuscuta glomerata
- Cuscuta gracillima
- Cuscuta grandiflora
- Cuscuta gronovii
- Cuscuta gymnocarpa
- Cuscuta harperi
- Cuscuta haughtii
- Cuscuta haussknechtii
- Cuscuta howelliana
- Cuscuta hyalina
- Cuscuta incurvata
- Cuscuta indecora
- Cuscuta jalapensis
- Cuscuta japonica
- Cuscuta jepsonii
- Cuscuta kilimanjari
- Cuscuta kotschyana
- Cuscuta kurdica
- Cuscuta lehmanniana
- Cuscuta leptantha
- Cuscuta liliputana
- Cuscuta lindsayi
- Cuscuta longiloba
- Cuscuta lupuliformis
- Cuscuta macrocephala
- Cuscuta mcvaughii
- Cuscuta micrantha
- Cuscuta microstyla
- Cuscuta mitriformis
- Cuscuta monogyna
- Cuscuta natalensis
- Cuscuta nevadensis
- Cuscuta nitida
- Cuscuta nivea
- Cuscuta obtusiflora
- Cuscuta occidentalis
- Cuscuta odontolepis
- Cuscuta odorata
- Cuscuta pacifica
- Cuscuta paitana
- Cuscuta palaestina
- Cuscuta parodiana
- Cuscuta partita
- Cuscuta parviflora
- Cuscuta pedicellata
- Cuscuta pentagona
- Cuscuta planiflora
- Cuscuta plattensis
- Cuscuta platyloba
- Cuscuta polyanthemos
- Cuscuta polygonorum
- Cuscuta potosina
- Cuscuta pretoriana
- Cuscuta prismatica
- Cuscuta pulchella
- Cuscuta purpurata
- Cuscuta purpusii
- Cuscuta racemosa
- Cuscuta rausii
- Cuscuta reflexa
- Cuscuta rhodesiana
- Cuscuta rostrata
- Cuscuta rugosiceps
- Cuscuta runyonii
- Cuscuta salina
- Cuscuta sandwichiana
- Cuscuta serruloba
- Cuscuta sidarum
- Cuscuta somaliensis
- Cuscuta squamata
- Cuscuta stenolepis
- Cuscuta strobilacea
- Cuscuta suaveolens
- Cuscuta subinclusa
- Cuscuta suksdorfii
- Cuscuta tasmanica
- Cuscuta tinctoria
- Cuscuta triumvirati
- Cuscuta tuberculata
- Cuscuta umbellata
- Cuscuta umbrosa
- Cuscuta veatchii
- Cuscuta victoriana
- Cuscuta warneri
- Cuscuta werdermannii
- Cuscuta woodsonii
- Cuscuta xanthochortos
- Cuscuta yucatana